# رادیمیر
رادیمیر (به چکی: Radiměř) یک منطقهٔ مسکونی در جمهوری چک است که در ناحیه سویتاوی واقع شده‌است. رادیمیر ۲۸٫۵۷ کیلومتر مربع مساحت و ۱٬۰۹۴ نفر جمعیت دارد و ۴۸۵ متر بالاتر از سطح دریا واقع شده‌است.